# Condado de Johnson (Kansas)
O Condado de Johnson (em inglês:  Johnson County) é um dos 105 condados do estado americano do Kansas. A sede do condado é Olathe, e sua maior cidade é Overland Park. Foi fundado em 25 de agosto de 1855.
O condado possui uma área de 1 243 km², dos quais 1 226 km² estão cobertos por terra e 17 km² por água, uma população de 609 863 habitantes, e uma densidade populacional de 497,8 hab/km² (segundo o censo nacional de 2020). É o condado mais populoso do Kansas.